# Ffion Davies
Ffion Davies (Swansea, Gales; 18 de enero de 1995) es una artista marcial mixta británica y campeona del mundo de jiu-jitsu brasileño, vencedora en dos ocasiones. Es la primera campeona mundial británica (galesa) de cinturón negro (tanto en Gi como en No-Gi), la primera europea en ganar los nacionales brasileños, la competidora más ligera de la historia en ganar la división absoluta europea de la IBJJF y la primera campeona mundial británica (galesa) de la ADCC Submission Wrestling World Championship.

## Primeros años
Ffion Eira Davies nació el 18 de enero de 1995 en Swansea (Gales). Comenzó a jugar al rugby y a los 8 años se pasó al judo, con el que empezó a competir intensamente. Davies se proclamó campeona de Gales y del Open Británico de judo en la división junior y fue seleccionada para el equipo nacional galés de judo.

## Carrera de artes marciales mixtas

### Comienzos
Tras abandonar el judo durante su adolescencia, Davies comenzó a practicar artes marciales mixtas en 2013 junto a Brett Johns, Davies ganó sus primeros cuatro combates de MMA por sumisión en el primer asalto, y luego decidió centrarse en aprender jiu-jitsu brasileño; se entrenó con Chris Rees, el primer cinturón negro galés de jiu-jitsu, y recibió su cinturón azul de él en su academia de Swansea. En 2015, compitiendo en la academia Gracie Barra como cinturón azul, ganó su primer Campeonato de Europa en la división de peso ligero. Tras asistir a seminarios del cinturón negro Darragh O'Conail, Davies se trasladó a Dublín, para comenzar a entrenar en East Coast Jiu-Jitsu. El 27 de noviembre de 2018 O'Conaill la ascendió a cinturón negro.

### Carrera como cinturón negro

#### 2018-2019: Campeona del mundo de No-Gi de la IBJJF, campeona de Europa y campeona panamericana
Un mes después de recibir su cinturón, Davies ganó el doble oro en el Open Internacional de Dublín (Clase Pluma y Open) seguido del oro en el Campeonato Mundial No-Gi, convirtiéndose en la primera cinturón negro del Reino Unido en ganar ese torneo. A principios de 2019 ganó el Campeonato de Europa, el Polaris Grappling Invitational, el Abu Dhabi Grand Slam London, y luego se convirtió en Campeona Panamericana tras ganar el Oro en California. Un mes más tarde, Davies ganó el Campeonato Nacional de Jiu-Jitsu de Brasil, convirtiéndose en la primera europea en ganar, y luego ganó el Bronce en el Campeonato Mundial de Jiu-Jitsu 2019.
En el Campeonato Mundial de Lucha por Sumisión ADCC 2019, ganó la Plata tras someter a la favorita del torneo, Bia Mesquita, en la semifinal, en lo que se ha llamado "una de las sorpresas más impactantes en la historia del jiu-jitsu" fue invitada a competir en el Campeonato Mundial ADCC 2022 como resultado. Regresó al Reino Unido para ganar el Campeonato Nacional Británico seguido del Campeonato Internacional Abierto de Berlín en noviembre.

#### 2020-2021: Tercer título europeo y segundo mundial de No-Gi
En 2020, Davies ganó el doble oro en el Campeonato de Europa en la división de peso ligero y en clase Open, venciendo a la campeona de peso superpesado Jessica Flowers, convirtiéndose en la grappler más ligera en ganar la división absoluta europea. Tras regresar al Reino Unido ganó otro Abu Dhabi Grand Slam Londres. En 2021 se proclamó campeona del mundo de No-Gi por segunda vez en su división de peso. En el Campeonato Panamericano de Jiu-Jitsu de 2022, Davies ganó la medalla de plata tras ser derrotada por Nathalie Ribeiro en la final, ambas competidoras fueron elogiadas por su deportividad tras el combate, después de felicitar a su oponente Davies publicó: "Todos tenemos el mismo objetivo y probablemente todos tendremos nuestro momento. No apaguen el brillo de los demás".

#### 2022: Campeona del mundo de la IBJJF y campeona del mundo de lucha por sumisión de la ADCC
A principios de 2022, Davies comenzó a entrenar en Essential Jiu Jitsu (una academia afiliada a Atos), bajo la dirección de JT Torres. En junio de 2022, Davies ganó el Campeonato Mundial de Jiu-Jitsu en la división de peso ligero, convirtiéndose en el primer galés y británico cinturón negro campeón del mundo de jiu-jitsu. En el Campeonato del Mundo ADCC de 2022, Davies se convirtió en la primera galesa y británica campeona del mundo de lucha por sumisión tras someter a Adele Fornarino en el primer asalto, derrotar a Bia Mesquita por 6-0 en la semifinal y a Brianna Ste-Marie por un marcador de 10-0 en la final.

#### 2023: Segundo título mundial de la IBJJF
Davies compitió en el Gran Premio femenino de menos de 66 kg en Polaris 23 el 11 de marzo de 2023. Davies derrotó a Giovanna Jara en la ronda inicial antes de ser sometida por la eventual campeona Elisabeth Clay en la semifinal.
El 26 de marzo de 2023, Davies ganó la medalla de plata en la división de peso ligero del Campeonato Panamericano de Jiu-Jitsu de 2023. El 4 de junio de 2023, Davies ganó por segunda vez el Campeonato Mundial de la IBJJF, en la división de peso ligero.
Davies fue contratada para defender su título de peso mosca de la WNO contra Jasmine Rocha en Who's Number One el 10 de agosto de 2023. Ganó el combate por decisión unánime y defendió con éxito el título.

## Vida personal
Ffion Davies es hablante nativa del idioma galés. En una entrevista de 2020 declaró ser vegetariana.

## Enlaces personales
- Ffion Davies en Instagram
- Esta obra contiene una traducción  derivada de «Ffion Davies» de Wikipedia en inglés, publicada por sus editores bajo la Licencia de documentación libre de GNU y la Licencia Creative Commons Atribución-CompartirIgual 4.0 Internacional.

- Datos: Q105080581
- Multimedia: Ffion Davies / Q105080581